# Al Qasim
Al Qasim, ou al-Qaṣīm (en arabe : القصيم, /ælqɑˈsˁiːm/) est une province enclavée d'Arabie saoudite, à 400 km au nord ouest de Riyadh.

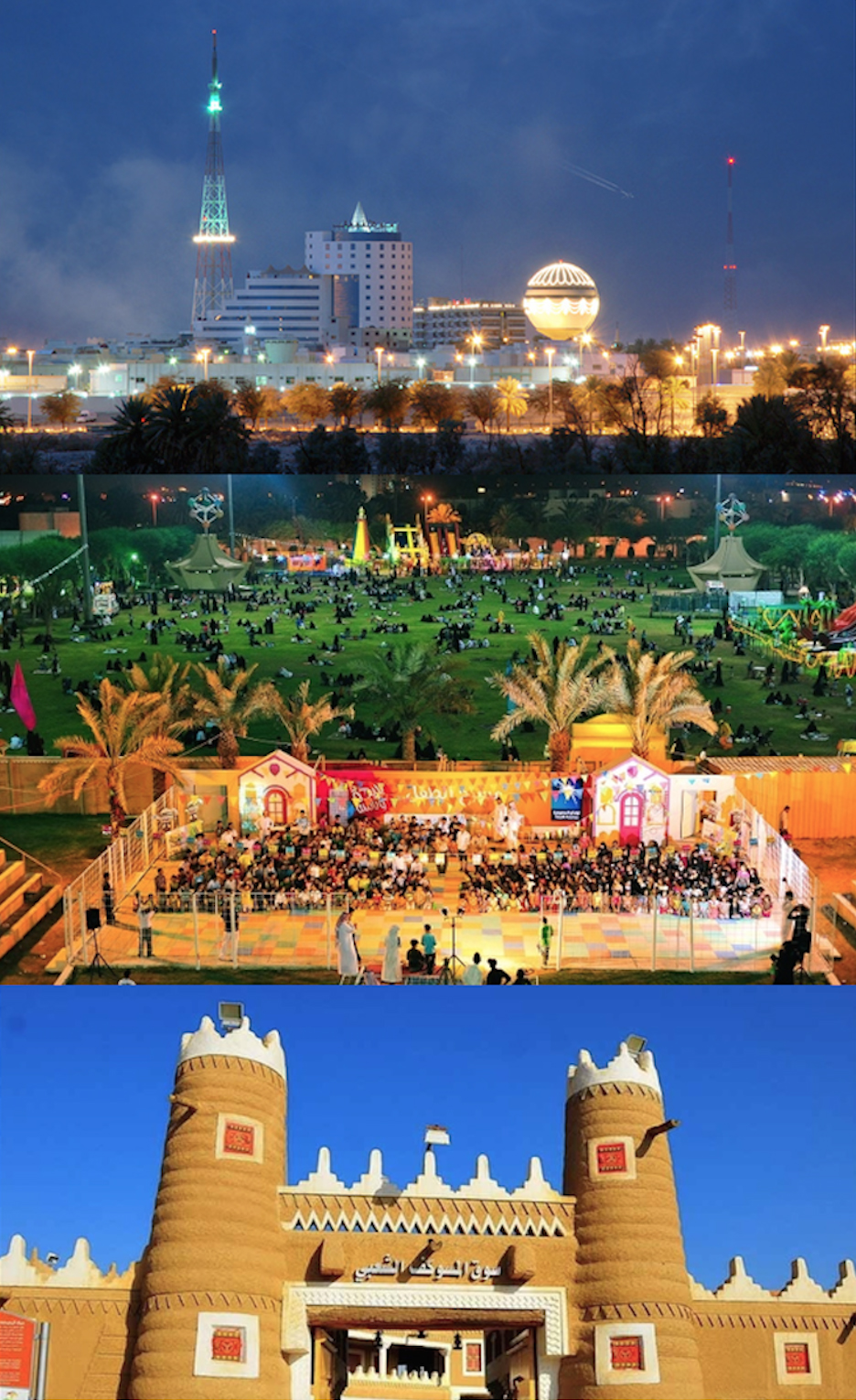
Horizon de la région d'AL-Qassim

Le pays des fruits, de climat désertique (chaud et sec en été, froid et pluvieux en hiver), est, grâce au Wadi-al-Rumma, la plus grande vallée de la péninsule (600 km), un important centre agricole et agro-alimentaire : céréales (dont blé), fruits (raisins, citrons, mandarines, oranges, grenades) et légumes divers. 
Un énorme marché aux chameaux s'y tient également. 
Les villes principales sont :
- Buraydah, capitale provinciale, 609 000 habitants en 2010 (avec al-Qusaibah, al-‘Uyun, al-Bukayriyah...),
- Unaizah, 163 000 habitants en 2010, (avec Riyadh al Khabra, Al Midhnab...),
- al-Rass, 133 000 habitants en 2010.

## Étymologie
Le nom Al Qassim est dérivé du mot "Qaṣīmah" (en arabe : قصيمة) : قصائم الغضا, qui désigne la région des dunes de sable où poussent les arbres blancs saxaoul. 
La région est effectivement connue pour son grand nombre de plantes endémiques, dont le Calligonum comosum (ou localement arta). 

## Géographie
La province est située dans le centre de l'Arabie saoudite, à environ 400 km au nord-ouest de la capitale Riyad. Elle est bordée par la province d'al-Riyad au sud et à l'est, par la province d’al-Haïl au nord, et par celle d’al-Madinah à l'ouest. 
La province d’Al Qassim province, globalement orientée est-ouest, est divisée par le Wadi Al-Rummah (Rummah Valley), qui traverse toute la région de l'ouest au nord-est. C’est la plus longue vallée de toute la péninsule arabique, sur environ 600 km (370 miles), des environs de Médine, aux dunes de Thuayrat à l'est, et au nord-est de la région. L’altitude moyenne de la province est d'environ 600-750 mètres d'altitude.
La région est reliée à presque toutes les parties de l'Arabie saoudite par un réseau autoroutier complexe. 
Elle dispose d'un aéroport régional qui la relie également aux autres provinces du pays.
Le climat est désertique, avec hivers froids et pluvieux, et étés chauds, parfois doux, peu aérés, faiblement humides.

## Histoire

### Arabie pré-islamique
Peu d'informations sont parvenues sur cette époque à propos d'al-Qaṣīm. 
Unaizah est mentionnée plusieurs fois comme un trou d'arrosage du désert dans les poèmes de Imru Al Qais, le fameux poète arabe, et chez d’autres poètes.

### Empire abbasside
La province est un centre de passage sur la route de pèlerinage et de commerce, venant de l'est (principalement la Perse et l'Irak). La route de Zubeida reliant la ville de Koufa en Irak et La Mecque a été construite sous le règne de Harun Al Rashid, et nommée d’après le nom de son épouse Zubeida. De nombreuses villes de la région accueillaient les pèlerins, dont ‘Unaizah.

### Les temps modernes et l'État d’Arabie saoudite
La dynastie Abu Ulayan de la tribu des Banu Tamim a établi l’émirat de Buraydah à la fin du XVIe siècle, par son dirigeant, Rashid Al Duraiby, qui a construit l'actuelle ville de Buraydah, et lui a donné le statut officiel de capitale de la région, à l’exception de la ville de Unaizah, dirigée par la dynastie des Al Sulaim.
La dynastie Abu Ulayan a dirigé l'émirat jusqu'à sa capture par Muhanna Salih Abalkhail, le chef de la dynastie Abalkhail, qui a tenu l’émirat jusqu'à sa reconquête en 1890 par Muhammad Bin Abdullah Al Rashid, l'émir du Haïl, qui l’a annexé à son état, l'émirat d'Al Rashid de Ha'il, ou  Émirat de Haïl. La dynastie Abalkhail a repris l'émirat  aux Al Rashid de Haïl en 1904. Ils l’ont dirigé (à l'exception de Unaizah) jusqu'à ce que, à la fin de la guerre Saudi-Rashidi (en) de 1903-1907, en 1907, après la Bataille de Tarafiyah (en), impliquant les Ikhwan), la plupart des territoires de la région rejoignent l'état nouvellement créé, le Royaume d'Arabie saoudite.

### Actualité
La province la plus conservative est le centre nerveux du salafisme.

## Transports
- Routes (à partir d'Hudaydah) :
  - nord-ouest, 65 : Shary, vers Haïl,
  - nord-ouest, 413 : Ar Rawd, Al Quwarah,
  - sud-ouest, 60 : Al Bukahriyah, Ar Rass Al Khaba, Al Qurayn, vers Médine,
  - sud-sud-ouest, 411 ou 414 : Unaizah, Ar Rass, Dukhnah, Nif, vers Taïf,
  - sud-sud-est : Unaizah, Al Midhnab, Ad Dawadini, Khuff,
  - est, 60 & 65 : Ar Ruwaydat, Az Zilfi, Al Majma'ah, vers Riyad,
  - nord : At Tarafiyah, Ayn Ibn Fuhayd, Al Barud, Aba ad Dud...
- Aéroport régional de Qassim